# Hugh Keays-Byrne
Hugh Keays-Byrne (ur. 18 maja 1947 w Śrinagar w Indiach, zm. 1 grudnia 2020) – australijski aktor teatralny, filmowy i telewizyjny.

## Życiorys
Urodził się w Śrinagar w rodzinie brytyjskiej. Jego rodzina przeniosła się do Wielkiej Brytanii, gdy był małym dzieckiem. Uczył się w Anglii i rozpoczął karierę jako aktor teatralny. W latach 1968–1972 grał w wielu spektaklach Royal Shakespeare Company: Jak wam się podoba, Faust, Hamlet, Król Lear, Wiele hałasu o nic, Burza i Troilus i Kresyda. W 1973 udał się do Australii z Royal Shakespeare Company ze słynną produkcją Petera Brooka Sen nocy letniej i pozostał w Australii po zakończeniu trasy.
W 1967 po raz pierwszy trafił na mały ekran w serialach: Bellbird i Chłopak spotyka dziewczynę (Boy Meets Girl). Pierwszą większą rolę filmową Ropucha zagrał w dramacie sensacyjno-przygodowym Stone (1974) z Rebeccą Gilling. Za rolę Tima Thomasa w odcinku serialu Rush – pt. „A Shilling a Day” (1976) otrzymał australijską nagrodę telewizyjną Logie Awards. Rozpoznawalność przyniosła mu rola antagonisty Obrzynacza w apokaliptycznym filmie fantastycznonaukowym George’a Millera Mad Max (1979) z Melem Gibsonem, za którą był nominowany do nagrody Australian Film Institute w kategorii najlepszy aktor drugoplanowy. Za występ w dramacie Śpiąca piękność (Sleeping Beauty, 2011) z Emily Browning wraz z obsadą był nominowany do nagrody Alliance of Women Film Journalists. Rola Immortana Joe w Mad Max: Na drodze gniewu (2015) z Tomem Hardy przyniosła mu nominację do MTV Movie Award jako najlepszy czarny charakter i nagrody Australian Film Critics Association Awards w kategorii najlepszy aktor drugoplanowy.

## Filmografia
- Stone (1974) jako Potwór
- Essington (1974)
- Polly My Love  (1975)
- The Trespassers (1976) jako Frank
- Szalony pies Morgan (1976) jako Simon
- Barnaby and Me (1977) jako Huggins
- Snapshot (1979) jako Linsey
- Mad Max (1979) jako Obrzynacz
- Ginger Meggs (1982) jako kapitan Hook
- Lorca (1984) jako Danny
- Strikebound (1984) jako Idris Williams
- Tam, gdzie śnią zielone mrówki (1984) jako dyrektor ds. górnictwa
- Kangur (1986) jako Kangaroo
- For Love Alone (1986) jako Andrew
- Les Patterson Saves the World (1987) jako inspektor Farouk
- Badlands 2005 (1988) jako Moondance
- Krew bohaterów (1989) jako Lord Vile
- Resistance (1992) jako Peter
- Singapore Sling: Old Flames (1995)
- Podróż do wnętrza Ziemi (1999) jako McNiff
- Śpiąca piękność (2011) jako mężczyzna
- Mad Max: Na drodze gniewu (2015) jako Immortan Joe

## Seriale telewizyjne
- Bellbird (1967)
- Boy Meets Girl (1967) w 5. odcinku jako Leslie[11]
- This Love Affair (1974)
- Ben Hall (1975), w 4 odcinkach jako John Piesley
- Rush (1976) jako Tim Thomas
- The Outsiders (1976) jako Doyle
- Beyond Reasonable Doubt (miniserial dokumentalny 1977) jako Patterson
- Chopper Squad (1977) jako Syd Tasker
- Secret Valley (1980–1982), w 6 odcinkach jako William Wopper
- Five Mile Creek (1984) jako Bill Curruthers
- Runaway Island (1984), w 2 odcinkach jako Lucas the Ratter
- Joe Wilson (miniserial 1988) jako Bob Galletley
- Moby Dick (miniserial 1998), w 2 pierwszych odcinkach jako pan Stubb
- Podróż do wnętrza Ziemi (miniserial 1999), w 2 odcinkach jako McNiff
- Ucieczka w kosmos (2000–2001) jako Grunchlk
- Ucieczka w kosmos i wojny rozjemców (2004), w 2 pierwszych odcinkach jako Grunchlk